# Control Data Corporation
Control Data Corporation (CDC) was een mainframe- en supercomputerbedrijf dat in de jaren 60 een van de negen grote Amerikaanse computerbedrijven was, samen met IBM, Burroughs Corporation, DEC, NCR, General Electric, Honeywell, RCA en UNIVAC.
Gedurende het grootste deel van de jaren 60 was de kracht van CDC het werk van de elektrotechnisch ingenieur Seymour Cray die een reeks snelle computers ontwikkelde, destijds beschouwd als de snelste computers ter wereld. In de jaren 70 verliet Cray CDC en richtte Cray Research (CRI) op om supercomputers te ontwerpen en te produceren. 
Toen de computerindustrie begin jaren 80 veranderde, werd CDC verrast door de nieuwe technologie en leed het bedrijf bijna een decennium lang zware verliezen voordat het in 1988 de mainframetechnologie verliet en zichzelf in 1992 opsplitste in twee kleine en beperkte ondernemingen: de computerbedrijven van CDC werden Control Data Systems, Inc. en de resterende gelieerde bedrijven van CDC gingen verder als het softwarebedrijf Ceridian Corporation.

## Geschiedenis

### Oorsprong van het bedrijf: Tweede Wereldoorlog tot 1957

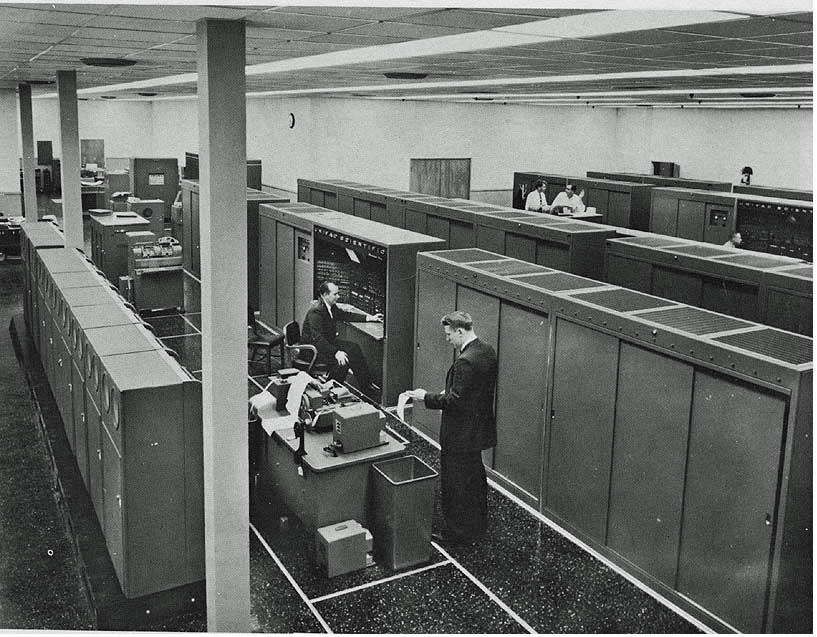
UNIVAC 1103

Tijdens de Tweede Wereldoorlog had de Amerikaanse marine een geheim team van ingenieurs samengesteld om codebrekers te bouwen voor zowel Japanse als Duitse elektromechanische codes. Toen de militaire uitgaven na de oorlog teruggeschroefd werden, vond de marine John Parker van Northwestern Aeronautical Corporation bereid om het team over te nemen.
Dit leidde in 1946 tot de oprichting van Engineering Research Associates (ERA), een ingenieursbedrijf dat begin jaren vijftig aan een aantal ogenschijnlijk niet-gerelateerde projecten werkte. Daaronder bevond zich de ERA Atlas, een vroege militaire stored program-computer. Dit systeem vormde de basis voor de Univac 1101, die werd gevolgd door de 1102 en vervolgens de 36-bits ERA 1103 (UNIVAC 1103). De Atlas werd gebouwd voor de marine, die van plan was om het te gebruiken in hun niet-geheime codekraakcentra. In 1952 verkocht Parker ERA aan Remington Rand.
Hoewel Remington Rand het ERA-team bijeen hield en nieuwe producten ontwikkelde, was het vooral geïnteresseerd in de magnetische trommelgeheugensystemen van ERA. Remington Rand fuseerde vervolgens met Sperry Corporation om Sperry Rand te worden. Uit ontevredenheid met de logge structuur van Sperry verlieten een aantal ERA-werknemers in 1957 het bedrijf om de Control Data Corporation op te richten. William Norris werd onder de oprichters unaniem verkozen als CEO van het nieuwe bedrijf. Seymour Cray werd er al snel de hoofdontwerper.

### Vroege projecten: het Cray-tijdperk

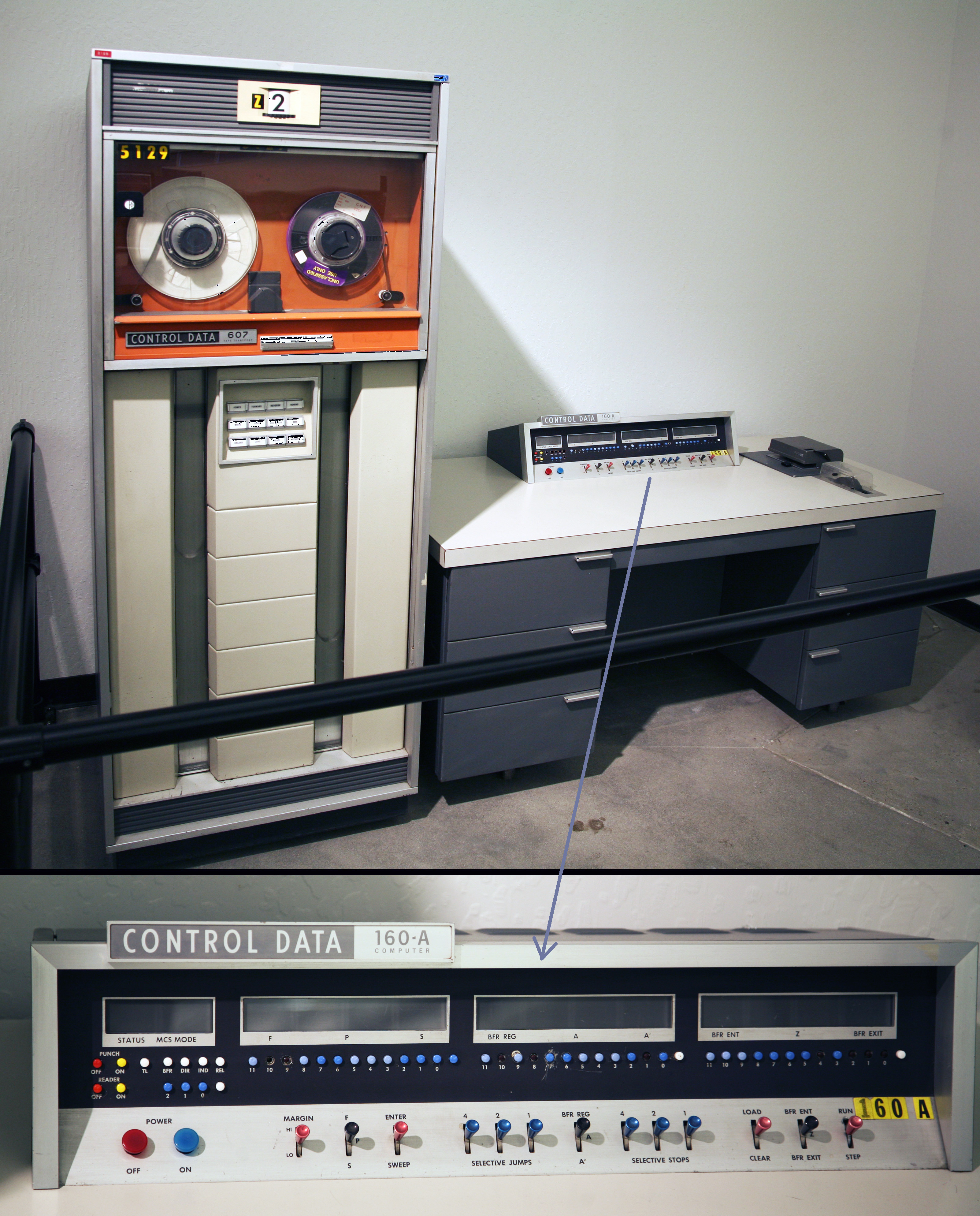
De CDC 160-A met een behuizing in de vorm van een bureau. Aan de linkerkant is een 7-track tapedrive te zien.

CDC begon met de verkoop van subsystemen, voornamelijk trommelgeheugensystemen, aan andere bedrijven. Een jaar later sloot Cray zich aan en begon  onmiddellijk met de bouw van een kleine transistor-gebaseerde 6 bits-machine, bekend als de "CDC Little Character", om zijn ideeën te testen op het ontwerp van grote systemen en transistor-gebaseerde machines. "Little Character" was een groot succes.
In oktober 1959 bracht CDC de CDC 1604 uit, een 48-bits computer ontworpen door Cray op basis van transistors. Het eerste exemplaar werd in 1960 geleverd aan de Amerikaanse marine. Een 12-bits afgeslankte versie werd in 1960 uitgebracht als de CDC 160-A, vaak beschouwd als een van de eerste minicomputers. De 160-A was vooral opmerkelijk omdat hij werd gebouwd als een standaard bureau, wat een ongebruikelijke behuizing was voor die tijd. Nieuwe versies van de basis 1604 architectuur werden omgebouwd tot de CDC 3000-serie, die tot midden jaren 60 verkocht werd.
Cray ging aan de slag met het ontwerp van een machine die de snelste machine ter wereld zou zijn. Om het doel van 50 keer de snelheid van de 1604 te halen waren radicale wijzigingen in het ontwerp nodig. In 1962 eiste en verkreeg Cray zijn eigen externe lab en verhuisde met zijn team naar Chippewa Falls, Cray's geboorteplaats. Toegang tot het lab was alleen mogelijk op uitnodiging: naar verluidt zou zelfs Bill Norris, oprichter en baas van CDC, er niet toegelaten geweest zijn zonder voorafgaande uitnodiging.

### CDC-randapparatuur

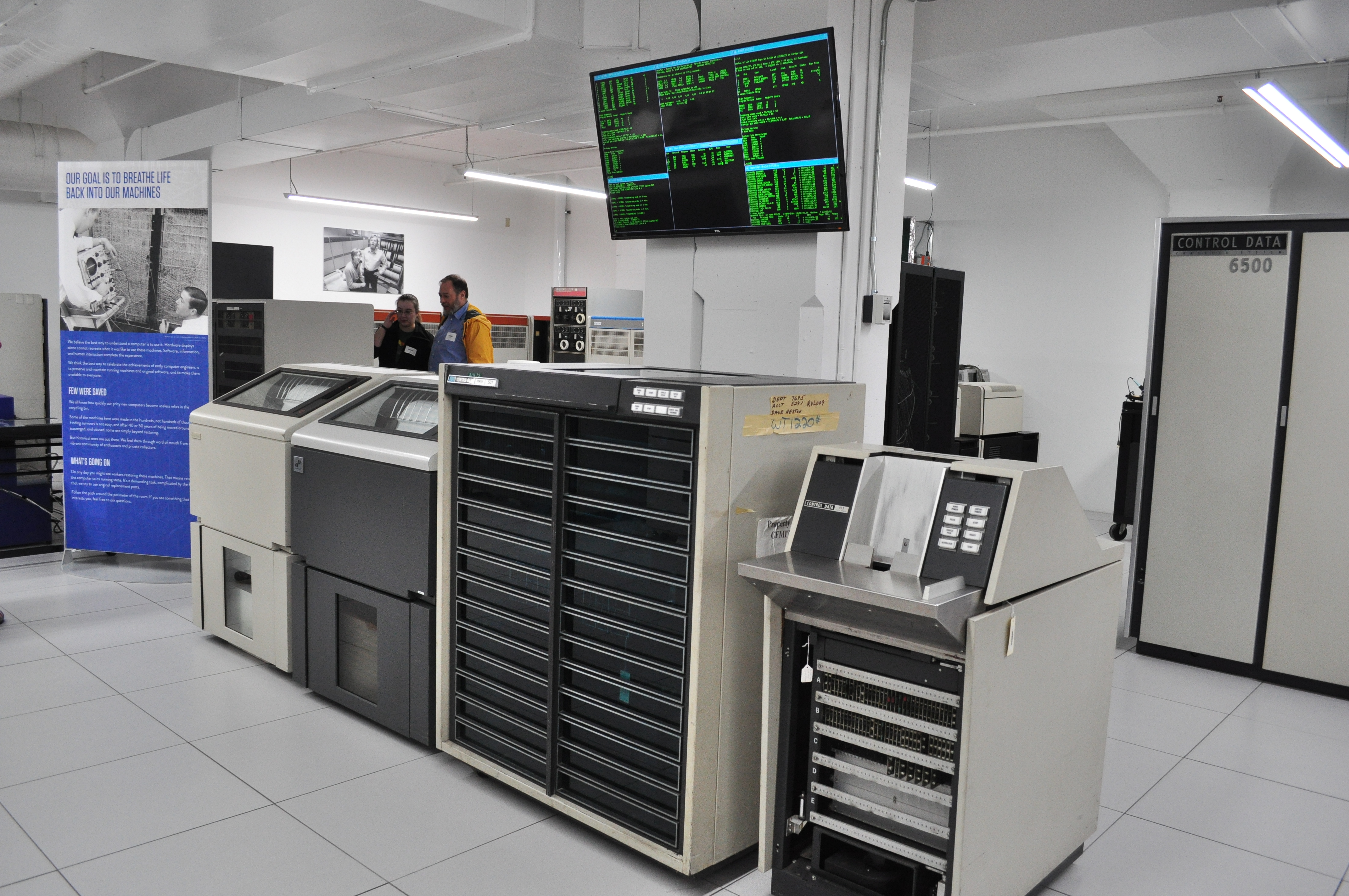
Een CDC 501 printer (tweede van rechts) en een CDC 415 kaartponser (uiterst rechts). In de achtergrond rechts is een CDC 6500 te zien.

Om te kunnen concurreren met IBM startte CDC begin jaren zestig een agressief programma om verschillende bedrijven op te kopen om zo zijn aanbod aan randapparatuur te vervolledigen. Een van de eerste randapparaten was een tapetransport, gevolgd door een ponskaartlezer en een kaartponser en een reeks tapedrives en drumprinters, die allemaal in eigen huis ontworpen werden.
Printers werden aanvankelijk ontwikkeld door Holley Computer Products, een joint venture met de Holley Carburetor Company uit 1962. In 1964 kocht CDC Holley uit en vormde een nieuwe joint venture met NCR en ICL, waarbij CDC een controlerend belang had. Deze joint venture stond bekend als Computer Peripherals, Inc. (CPI). Begin jaren 80 werd het samengevoegd met printerfabrikant Centronics.
Later concentreerde CDC zich ook op optische tekenherkenning (OCR) in een poging om ponskaarten overbodig te maken. Dit bleek echter veel complexer dan verwacht en hoewel CDC in de begindagen van OCR-systemen een belangrijke speler was, verliet CDC in 1976 de OCR-business.
Een andere poging om te diversifiëren was de oprichting van een aantal servicebureaus die opdrachten uitvoerden namens kleinere bedrijven die het zich niet konden veroorloven om computers te kopen. Dit was echter nooit erg winstgevend.

### De CDC 6600 supercomputer

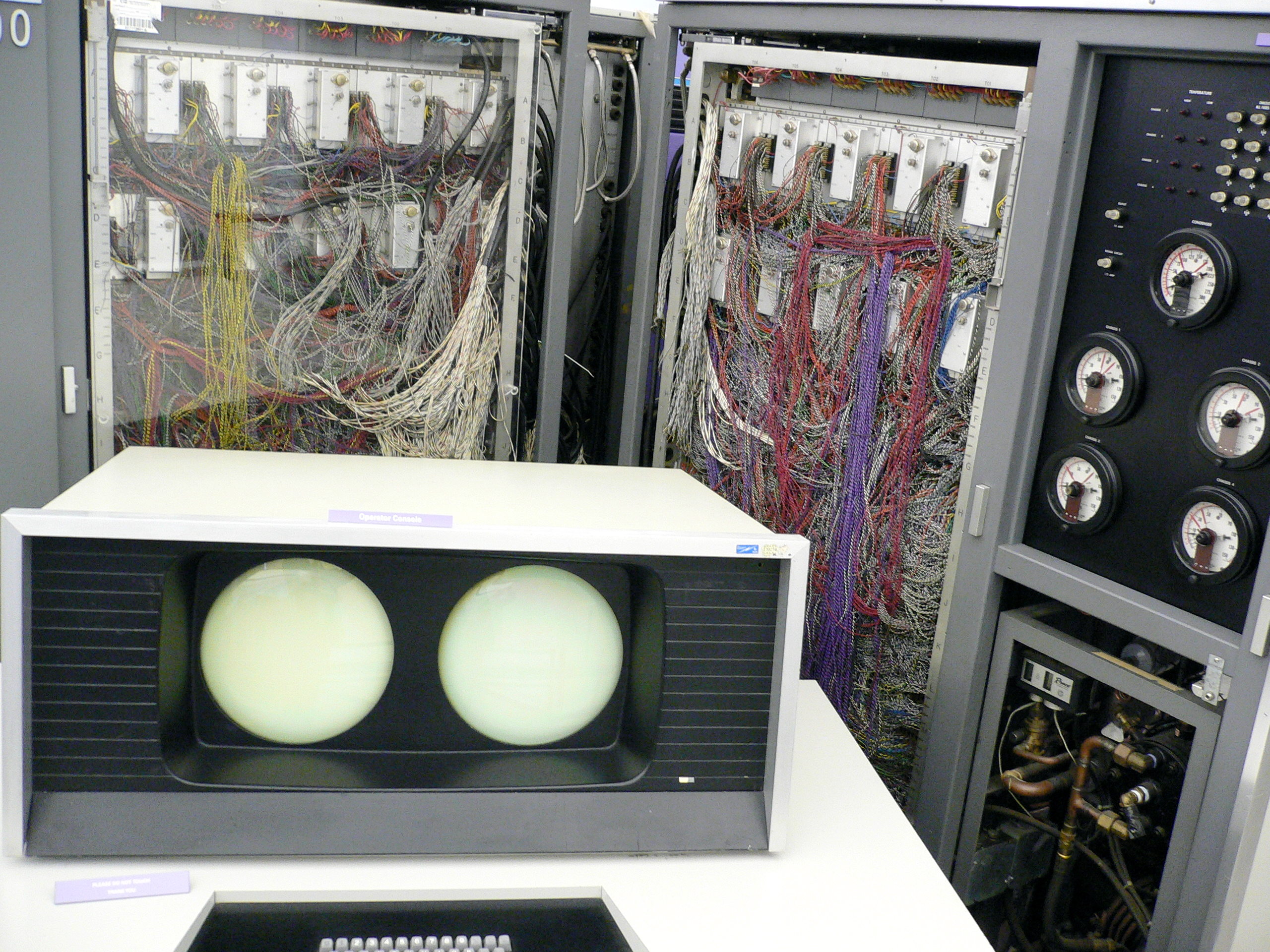
CDC 6600

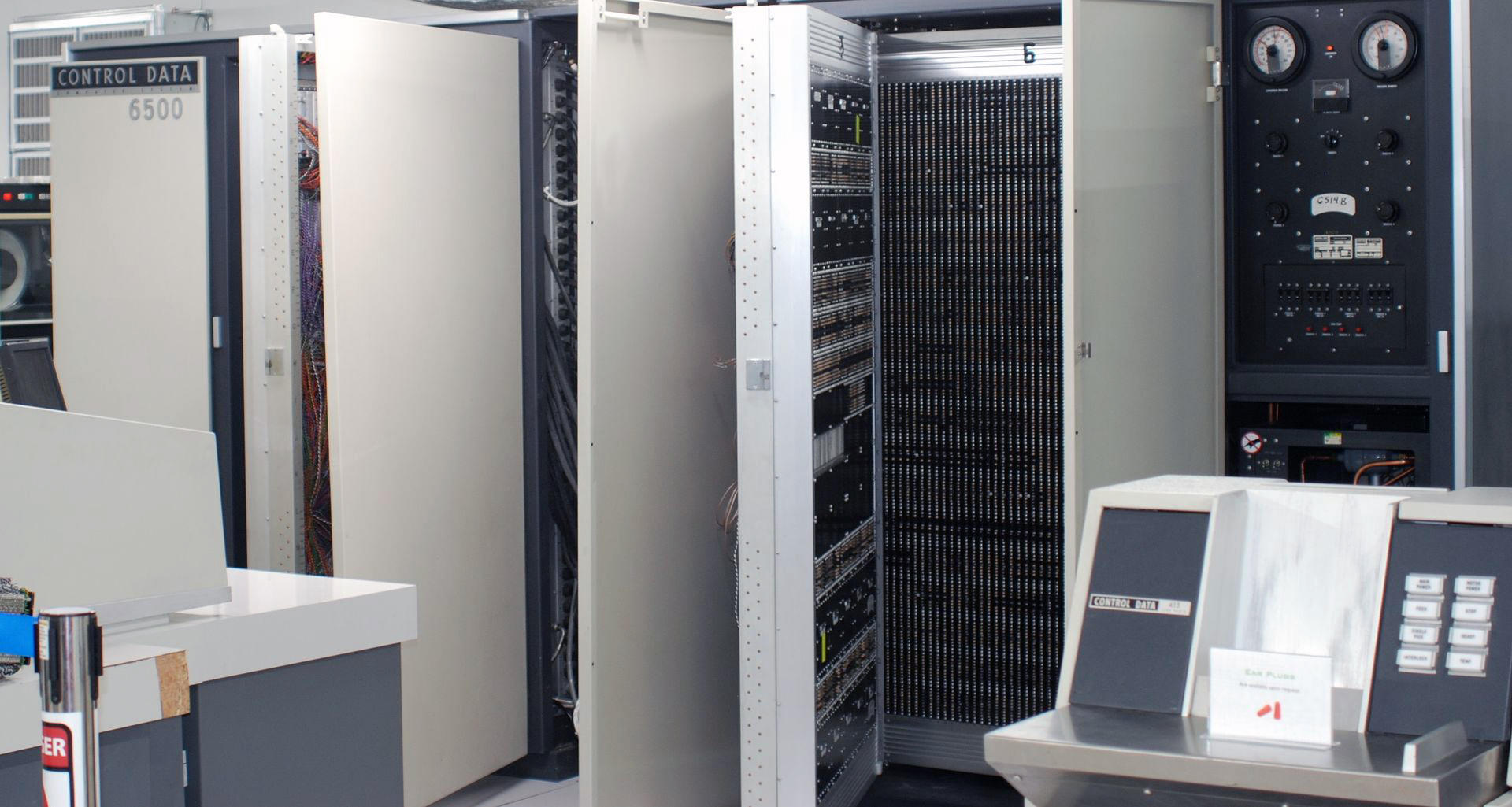
CDC 6500 met geopende deuren

Ondertussen stelden Seymour Cray, Jim Thornton en Dean Roush in het nieuwe laboratorium van Chippewa Falls een team van 34 ingenieurs samen, dat doorging met het werk aan het nieuwe computerontwerp. Een van de manieren waarop ze hoopten de CDC 1604 te verbeteren was door betere transistoren te gebruiken: de nieuwe siliciumtransistoren ontwikkeld door Fairchild Semiconductor. Deze waren veel sneller dan de germaniumtransistoren die in de 1604 gebruikt werden. In 1964 werd de resulterende computer op de markt gebracht als de CDC 6600, die ongeveer tien keer sneller was dan alles wat op dat ogenblik op de markt was. Er werden meer dan 100 exemplaren van verkocht. De CDC 6600 werd beschouwd als een supercomputer.
De CDC 6400 was een eenvoudigere, maar veel langzamere en goedkopere versie die gebruikmaakte van een traditioneler serieel processorontwerp in plaats van de parallelle functionele eenheden van de 6600. De CDC 6500 was een versie van de 6400 met twee processoren.
Tijdens de ontwerpfase van de 6600 had CDC Project SPIN opgezet om de computer te voorzien van een geheugensysteem gebaseerd op snelle harde schijven. Destijds was het onduidelijk of schijven trommelgeheugens  zouden vervangen, of dat vaste of verwijderbare schijven courant zouden worden. SPIN onderzocht al deze benaderingen en leverde uiteindelijk een vaste schijf met een diameter van 28 inch en een kleinere 14 inch verwijderbaar disk-pack systeem met meerdere schijven. Na verloop van tijd werden harde schijven die in SPIN pionierden een belangrijke productlijn.

### De CDC 7600 en 8600

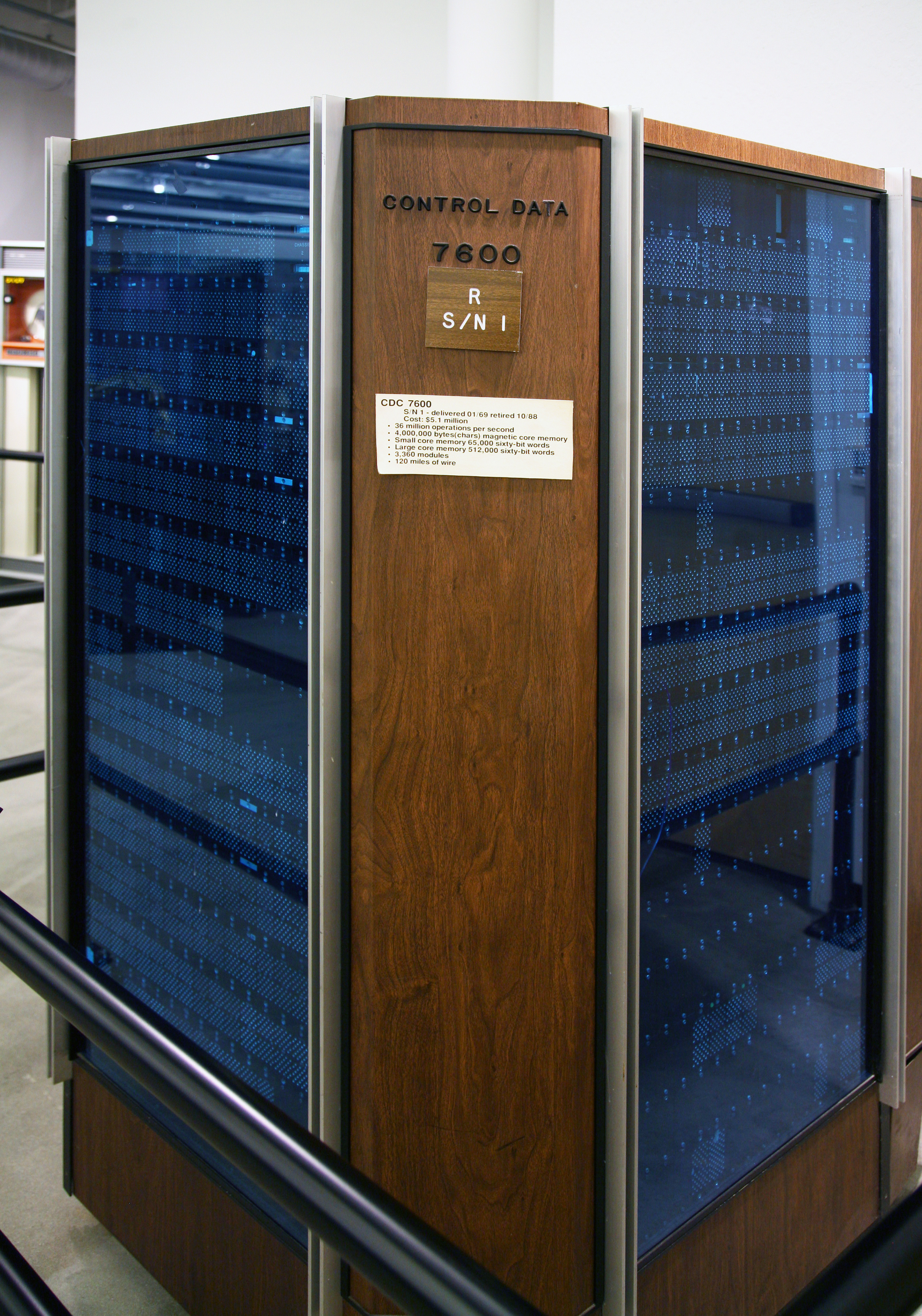
CDC 7600, serienummer 1

in 1969 kondigde CDC de opvolger van de 6600 aan: de CDC 7600 met een kloksnelheid die bijna vier keer zo hoog was als die van de 6600 en met aanzienlijk meer doorvoer, waarbij een groot deel van de snelheidswinst voortkwam uit het uitgebreide gebruik van pipelining. De 7600 was vooral gericht op het draaien van grote Fortran-toepassingen maar verkocht niet goed omdat hij werd geïntroduceerd tijdens de Amerikaanse economische recessie in 1969. De machine was ook niet volledig compatibel met de 6000-serie en vereiste een compleet ander besturingssysteem. Bovendien leidde de complexiteit ervan tot een slechte betrouwbaarheid. Het 7600-project betaalde zichzelf weliswaar terug, maar schaadde de reputatie van CDC.
Cray ging toen over op het ontwerp van de CDC 8600. Dit ontwerp omvatte vier 7600-achtige processoren in een kleinere behuizing. De kleinere omvang en kortere signaalpaden zorgden ervoor dat de 8600 op veel hogere kloksnelheden kon draaien, wat samen met sneller geheugen de meeste prestatiewinst opleverde. De 8600 gebruikte echter een verouderde fysieke constructie met afzonderlijke componenten die op printplaten waren gesoldeerd. Het ontwerp was zo compact dat het koelen van de CPU-modules in de praktijk onmogelijk bleek en de toegang voor onderhoud moeilijk was. Een overvloed aan warmlopende soldeerpunten zorgde ervoor dat de machines niet betrouwbaar werkten.

### De STAR en de Cyber

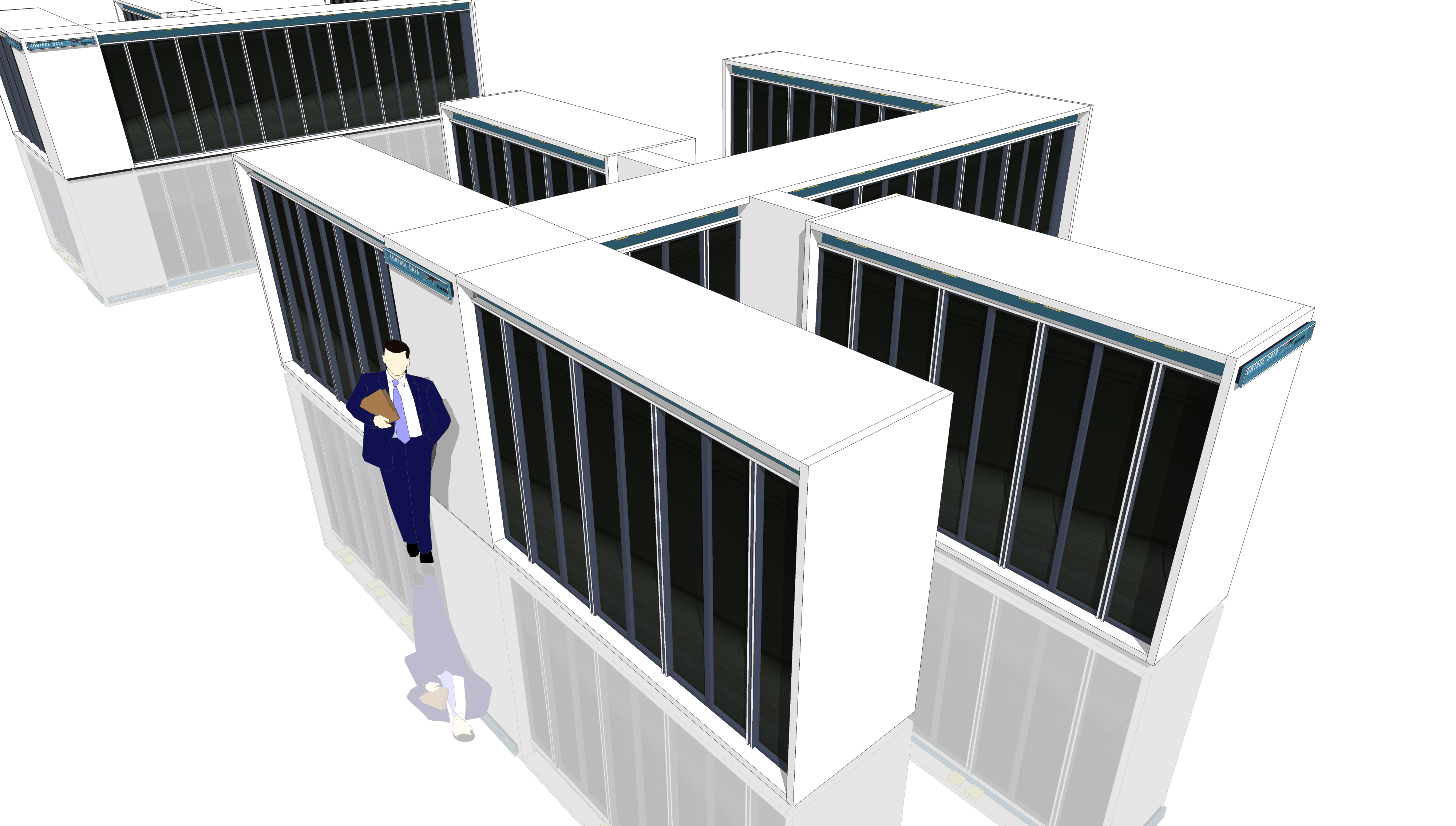
CDC STAR-100 in een 8 MB-configuratie (vooraan) en een 4 MB-configuratie (achteraan)

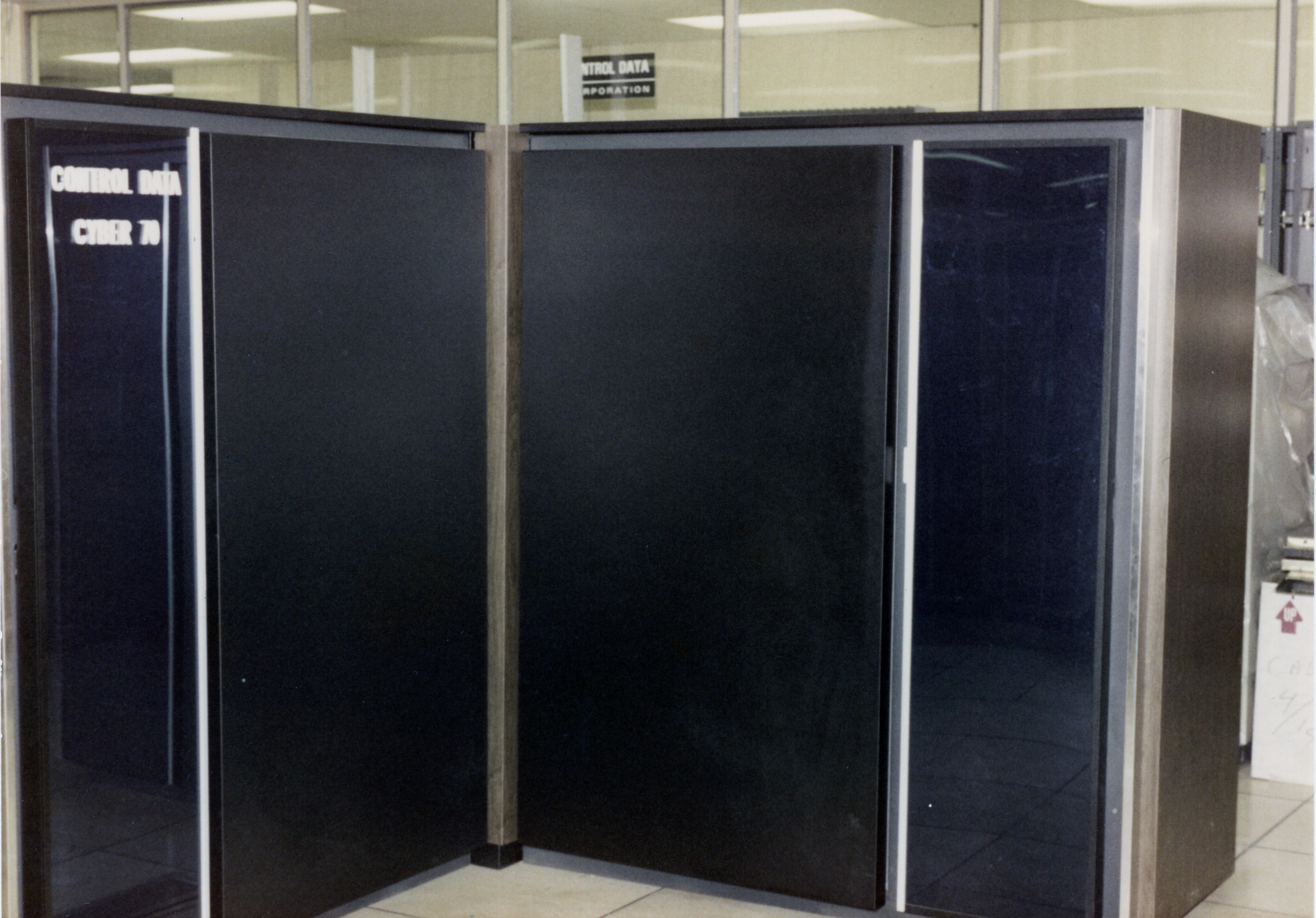
CDC Cyber 70/74

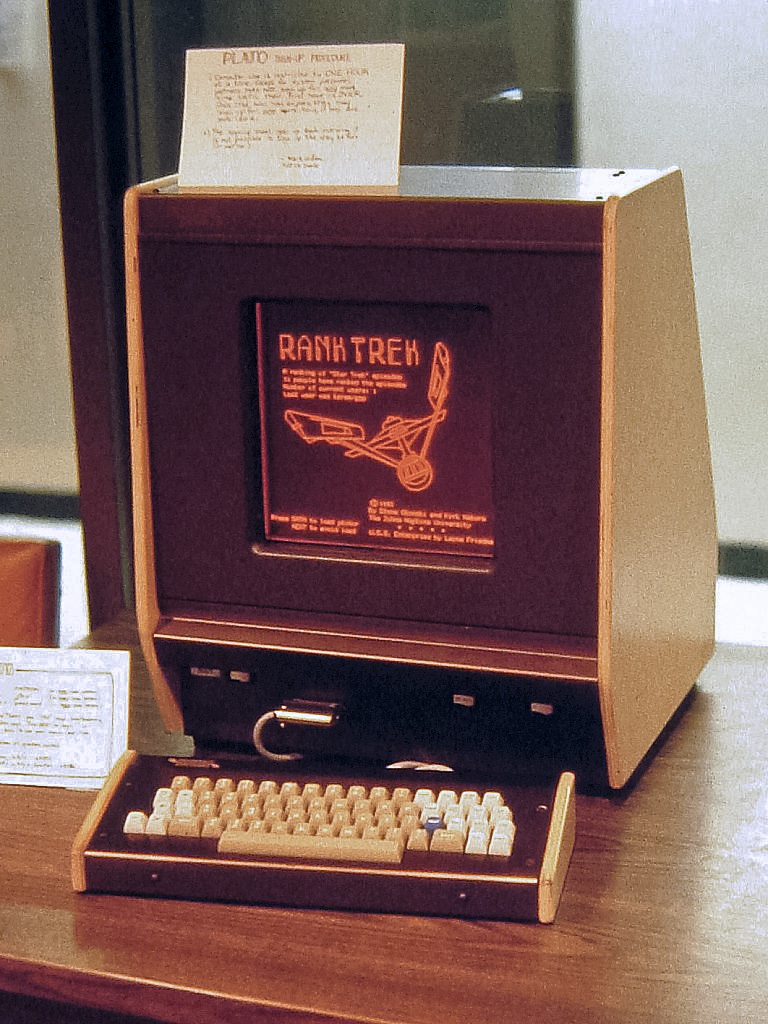
PLATO-terminal (1981)

Naast het herontwerp van de 8600 werkte CDC ook nog aan een ander project genaamd de CDC STAR-100. In tegenstelling tot de "vier computers in één"-oplossing van de 8600, gebruike de STAR een nieuwe benadering voor het snelheidsprobleem, die vandaag de dag bekend staat als de vectorprocessor. Door wiskundige instructies sterk te pipelinen met speciaal gebouwde instructies en hardware, wordt de wiskundige verwerking drastisch verbeterd in een machine die op zich langzamer was dan de 7600. Hoewel het aantal problemen dat met een vectorprocessor opgelost kan worden beperkter is in vergelijking met de algemene 7600, was het juist voor dit soort problemen dat klanten CDC-machines kochten.
Omdat beide projecten eind jaren zestig concurreerden voor dezelfde beperkte fondsen, vond CDC dat het niet mogelijk was om gelijktijdig de STAR en een nieuw ontwerp van de 8600 te ontwikkelen. Daarom verliet Seymour Cray CDC om in 1972 Cray Research op te richten. In 1974 werd het ontwerp van de 8600 geannuleerd en bracht CDC de STAR-100 uit.. De prestaties bleken in de praktijk echter aanzienlijk slechter te zijn dan verwacht. De hoofdontwerper van STAR, Jim Thornton, verliet daarop CDC om de Network Systems Corporation op te richten.
Verschillende systemen gebaseerd op de basis 6600/7600-architectuur werden opnieuw verpakt in verschillende prijs/prestatie categorieën van de CDC Cyber, die in de jaren 70 de belangrijkste productlijn van CDC werd. Een bijgewerkte versie van de STAR-architectuur, de Cyber 203 en een jaar later de Cyber 205, leverde aanzienlijk betere prestaties dan het origineel. Tegen die tijd gebruikten Cray's eigen ontwerpen, zoals de Cray-1, dezelfde basisontwerptechnieken als de STAR maar presteerden ze veel beter.
Het Cyber 80-project, dat in 1980 zou worden uitgebracht, had een compleet nieuwe 64-bits architectuur maar kon tezelfdertijd ook oude 6600-achtige programma's draaien. Het idee was dat bestaande gebruikers van de 6000-serie relatief eenvoudig naar deze machines zouden migreren. Het ontwerp en de debugging van deze machines haalde de deadline van 1980 echter niet en de machines werden uiteindelijk onder andere namen uitgebracht.
CDC probeerde ook zijn inkomsten te diversifiëren naar diensten toe met het PLATO computer-aided learning system, dat op Cyber-hardware draaide en veel vroege computerinterface-innovaties bevatte waaronder bitmap touchscreen-terminals.

### ETA Systems, harde schijven en het einde van CDC

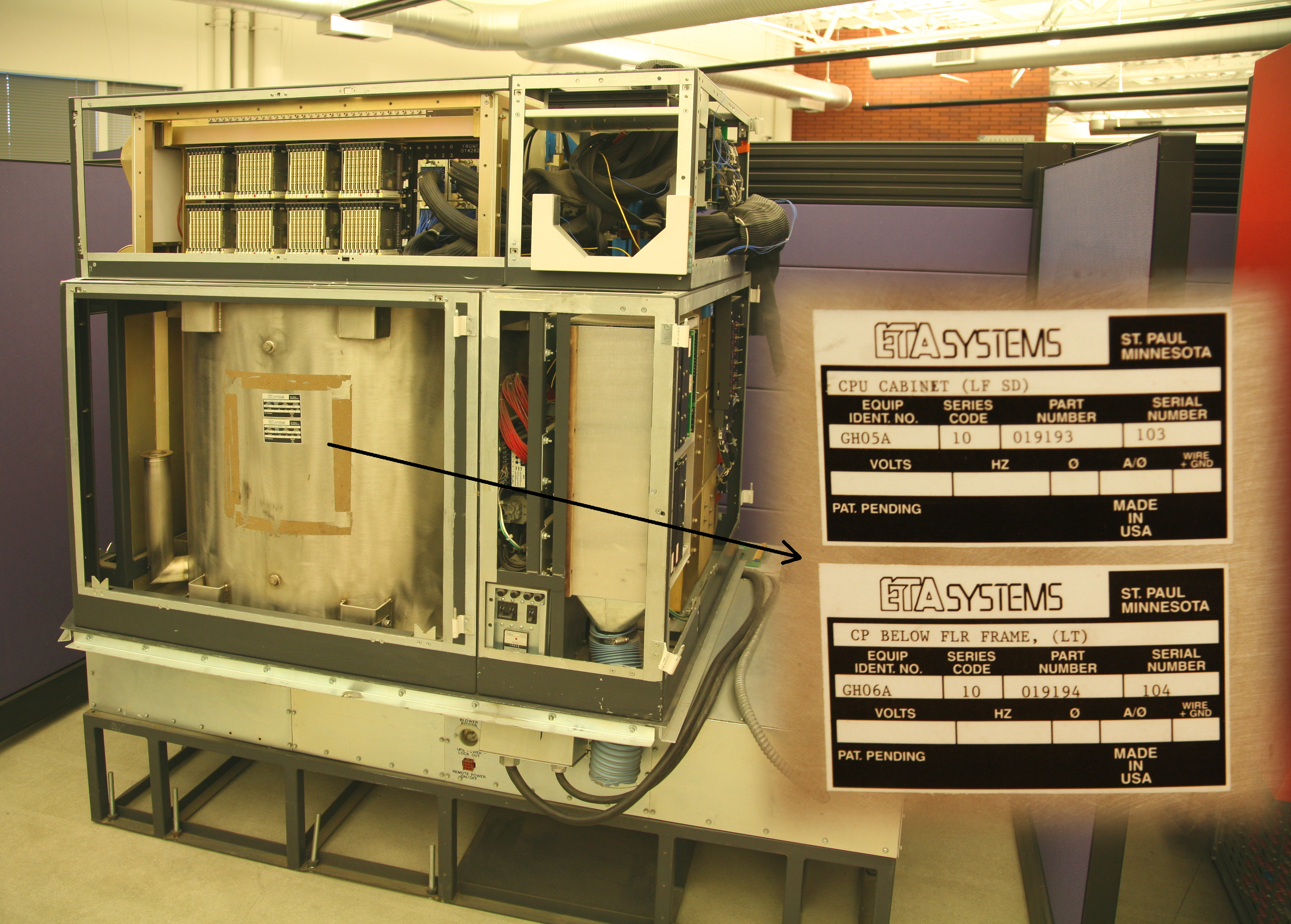
ETA10, met de CPU gemonteerd in een vloeibare stikstoftank voor vloeistofkoeling

Alhoewel de supercomputermarkt te klein was om meer dan een handvol bedrijven te ondersteunen en bovendien ook een aantal grote Japanse bedrijven de markt betraden, was CDC nog niet bereid om de supercomputerbusiness op te geven. CDC creëerde in 1983 ETA Systems, een spin-offbedrijf om supercomputers te produceren. Het doel van ETA was om een 10 GigaFLOPS-machine te ontwikkelen, 40 keer de prestaties van de Cray-1. ETA slaagde er niet in haar doelen te bereiken met de ETA10, maar maakte toch een van de snelste machines op de markt en kon er een aantal exemplaren van verkopen. CDC probeerde daarop vruchteloos om ETA te verkopen. Uiteindelijk werden in 1989 de meeste werknemers ontslagen en werd de rest opgenomen in CDC.
Ondertussen besloot CDC om op zoek te gaan naar andere markten, waaronder de snelgroeiende markt voor harde schijven. Eind jaren 70 en begin jaren 80 was CDC dankzij Magnetic Peripherals Inc. (MPI), een joint venture met Honeywell, een van de grootste bedrijven in de sector. Vanaf het midden van de jaren 80 werden harde schijven bovendien ook gebruikt in personal computers. CDC ontwikkelde samen met Compaq en Western Digital de nu universele Advanced Technology Attachment (ATA)-interface. CDC richtte een aparte divisie op met de naam Rigidyne om 3,5-inch drives te ontwikkelen. Deze werden door CDC in 1987 geïntroduceerd en behoorden tot de eerste high-performance 3,5-inch drives op de markt.
Vreemd genoeg besloot CDC om de markt voor harde schijven te verlaten. In september 1988 fuseerde CDC Rigidyne en MPI tot Imprimis Technology, dat het jaar daarop overgenomen werd door Seagate Technology.

Logo van Control Data Systems

In 1992 splitste CDC zich op in twee onafhankelijke bedrijven: de computerbedrijven werden afgesplitst als Control Data Systems, Inc. (CDS), de niet-computergerelateerde onderdelen werden de Ceridian Corporation. In 1999 werd CDS overgenomen door Syntegra, een dochteronderneming van de BT Group, en samengevoegd met de Global Services-divisie van BT.

## CDC computermodellen
- 1957 – Oprichting
- 1959 – CDC 1604
- 1960 – CDC 1604-B
- 1961 – CDC 160
- 1962 – CDC 924 (een 24 bits-versie van de 1604)
- 1963 – CDC 160-A, 1604-A, 3400, 6600
- 1964 – CDC 160-G, 3100, 3200, 3600, 6400
- 1965 – CDC 1604-C, 1700, 3300, 3500, 8050, 8090
- 1966 – CDC 3800, 6200, 6500, Station 6000
- 1967 – CDC 7600
- 1969 – CDC 6700
- 1970 – STAR-100
- 1971 – Cyber 71, 72, 73, 74, 76
- 1972 – CDC 5600, 8600
- 1973 – Cyber 170, 172, 173, 174, 175, 17
- 1976 – Cyber 18
- 1977 – Cyber 171, 176, Omega/480
- 1979 – Cyber 203, 720, 730, 740, 750, 760
- 1980 – Cyber 205
- 1982 – Cyber 815, 825, 835, 845, 855, 865, 875
- 1983 – ETA10
- 1984 – Cyber 810, 830, 840, 850, 860, 990, CyberPlus
- 1987 – Cyber 910, 930, 995
- 1988 – Cyber 960
- 1989 – Cyber 920, 2000

## Verwijzingen in populaire cultuur
- Mars Needs Women (1967) – een CDC 3400 wordt gebruikt voor radiocommunicatie en ter ondersteuning van de militaire acties om ruimteschepen van Mars te onderscheppen.[23]
- Colossus: The Forbin Project (1970) – De titelsequenties van deze film bevatten tape drives en andere vroege CDC-apparatuur.
- The Mad Bomber (1973) – De politie gebruikt een CDC 3100 om een profiel van de bommenlegger op te stellen.[24]
- The New Avengers – In seizoen 2 aflevering 10 "Complex" (1977) gebruikt Purdey een CDC 405-kaartlezer.
- Tron (1982) – In de breedbeeldversie van de film, wanneer Flynn en Lora Encom binnensluipen, is een CDC 7600 op de achtergrond zichtbaar, naast een Cray-1. Deze scène werd opgenomen in het Lawrence Livermore National Laboratory.
- The Terminator (1984) – Op de vlucht voor de Terminator zoeken Sarah en Kyle dekking in een fabriek waar ze de machines aanzetten om de cyborg af te leiden. De robots van de fabriek worden bestuurd door een CDC 924.[25]
- Die Hard (1988) – De computerruimte die door een van de terroristen wordt beschoten, bevat een aantal werkende Cyber 180-computers, een mock-up van een ETA10-supercomputer en diverse randapparaten, allemaal geleverd door CDC.[26]
- They Live (1988) – Terwijl het personage van Roddy Piper zijn nieuwe "zonnebril" opzet waarmee hij de wereld kan zien zoals die is, kijkt hij naar een advertentie voor Control Data Corporation en ziet het woord OBEY. De aftiteling van de film bevat "speciale dank" aan CDC.